# Szegedi Pál
Mező-szegedi Szegedi Pál (Kőszeg, 1735. július 16. – Székesfehérvár, 1814. március 24.) nagyprépost és választott püspök.

## Élete
Szegedi László kerületi táblai ülnök és Majthényi Polyxena fia. 1751. október 17-én Bécsben lépett a jezsuita rendbe. Tanulmányainak befejeztével a bécsi Theresianumban a magyar nyelv tanára volt. A rend eltöröltetése (1773) előtti években mint hitszónok működött hazájában. 1773-ban a székesfehérvári püspöki megyében kanonok, 1801-ben nagyprépost, 1802-ben szentbenedeki apát, majd cattarói választott püspök lett.

## Művei
- A jó pásztor, mellyel Szily János urat, Szombathely első püspökét... végső halotti pompás tiszteletének alkalmatosságával megdicsérte Szombathely városában Szent György hava 9. 1799. Szombathely.
- Halotti dicsérete Fengler József úrnak, a győri püspöki megye fő-pásztorának... a győri fő-templomban, Szent György havának 26. 1802. Győr.